# Szczolonka
Szczolonka – dawna wieś, obecnie część agromiasteczka Uhły na Białorusi, w obwodzie homelskim, w rejonie brahińskim, w sielsowiecie Uhły. W 1921 roku była samodzielną wsią. W późniejszym czasie została włączona w skład Uhłów.